# Apostolado Internacional de Nuestra Señora de las Lágrimas
El Apostolado Internacional de Nuestra Señora de las Lágrimas es una asociación sin fines de lucro compuesta por fieles católicos que, inspirados por las revelaciones de Jesucristo y de la Virgen María a la Hermana Amalia de Jesús Flagelado, en Campinas, en Brasil, efectúan acciones de apostolado y procuran difundir ese mismo mensaje de amor, misericordia y salvación, al mundo entero.
Sus miembros son conocidos como Misioneros y Misioneras de las Lágrimas de María. 

## Historia

### Las apariciones en Campinas

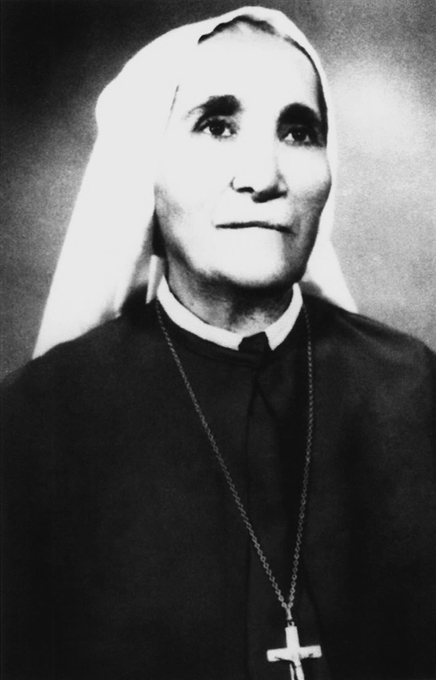
Hermana Amalia, la vidente de la Virgen de las Lágrimas.

Fue en el Instituto de las Hermanas Misioneras de Jesús Crucificado, fundado por Don Francisco de Campos Barreto, Obispo de Campinas, y Madre María Villac, que vivió la Hermana Amalia de Jesús Flagelado (en el bautismo, Amalia Aguirre), la religiosa española agraciada en su cuerpo con el fenómeno de los sagrados estigmas de Nuestro Señor Jesucristo y aun con innumerables apariciones marianas. Esta religiosa formó parte del grupo de las primeras monjas y fue cofundadora del Instituto, habiendo hecho sus votos perpetuos el 8 de diciembre de 1931.

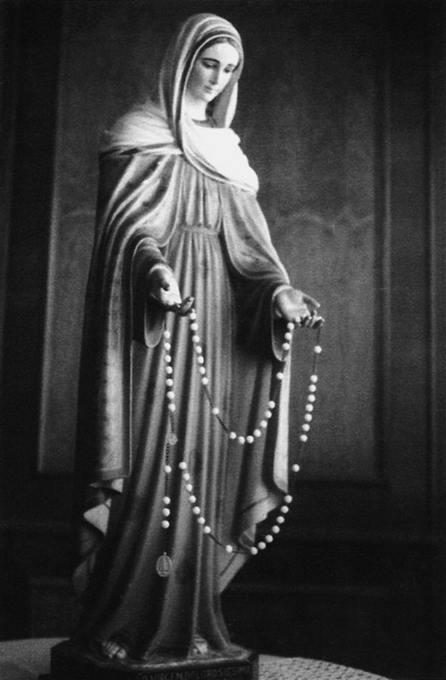
Estatua original de Nuestra Señora de las Lágrimas en Campinas, Brasil.

En la década de 1930, en la ciudad de Campinas, en el Estado de São Paulo, en Brasil, la Virgen María y su propio hijo, Jesucristo, habrán aparecido varias veces a la Sierva de Dios Hermana Amalia de Jesús Flagelado, comunicándole muchos mensajes con llamamientos de oración, de sacrificio y de penitencia. La Santísima Virgen María se presentó como Nuestra Señora de las Lágrimas y le entregó la Coronilla (o Rosario) de Sus Lágrimas.

El 8 de abril de 1930, Nuestra Señora reveló también a la Hermana Amalia una nueva medalla milagrosa, la medalla de la evocación a sus lágrimas, y le pidió que, conjuntamente con la Coronilla (o el Rosario), la difundiera por todo el mundo, pues a través de esa misma medalla se darían muchos prodigios, un gran número de conversiones y muchas almas serían salvas. Por orden de la Madre de Dios, la medalla trae la imagen de Nuestra Señora de las Lágrimas entregando la Coronilla (o el Rosario) de las Lágrimas a la Hermana Amalia, exactamente como sucedió en la aparición del 8 de marzo de 1930, con las palabras alrededor: "¡Oh Virgen Dolorosísima, Vuestras Lágrimas derribaron el imperio infernal!", y en el verso, la medalla trae la imagen de Jesús Maniatado (es decir, atado durante su Pasión) con las siguientes palabras: "¡Por Vuestra mansedumbre divina, oh Jesús Maniatado, salvad al mundo del error que lo amenaza!".
Aunque la Hermana Amalia de Jesús Flagelado, desde el año 1934, ha logrado divulgar la Coronilla y la Medalla de las Lágrimas de María, y esa devoción ha llegado incluso a algunos países extranjeros, esa obra de salvación proveniente de la Madre de Dios permaneció durante varias décadas casi desconocida.

### El reconocimiento canónico
El 8 de marzo de 1932, el Obispo de Campinas, monseñor Don Francisco de Campos Barreto, reconoció la veracidad de las apariciones marianas a la Hermana Amalia de Jesús Flagelado y concedió las debidas autorizaciones (entre ellas, el Imprimatur) para la publicación de sus escritos (que, incluían los mensajes de Jesús y de la Virgen María) y de las oraciones de la Coronilla (o el Rosario) de Nuestra Señora de las Lágrimas.
El 20 de febrero de 1934, el mismo prelado publicó una carta pastoral y reforzó la importancia de la devoción a Nuestra Señora de las Lágrimas.

### El apostolado internacional
A principios del siglo XXI, y después de varios años de búsqueda de información, de un estudio riguroso de los recursos documentales existentes y de la recopilación y análisis de diversos testimonios personales, el misionero católico portugués Renato Carrasquinho se dedicó a recopilar todos los escritos y a los mensajes originales revelados a la Hermana Amalia, y luego él reconstruyó biográficamente la vida de esta religiosa con total rigor. El 13 de mayo de 2017, en pleno centenario evocativo de las apariciones de Fátima, en Portugal, y que precedieron a las apariciones que tuvieron lugar en Campinas, Brasil, con el deseo de dar una respuesta más eficaz a estos llamados de Cristo y de la Santísima Virgen, él mismo fundó, con representación en todo el mundo, la asociación de fieles católicos titulada Apostolado Internacional de Nuestra Señora de las Lágrimas.